# Internationale de l'éducation
L'Internationale de l’éducation (IE) est une organisation syndicale mondiale du domaine de l'éducation constituée en 1993.

## Fonctionnement
L'IE est composée de 394 organisations membres, actives dans 171 pays et territoires et affirment représenter plus de 30 millions d’enseignants et plus généralement de personnes travaillant dans l’éducation.
L'article 4 des statuts de l'IE précise que : « L'Internationale de l'Éducation se compose d'organisations d'enseignants et d'employés de l'éducation et de la recherche qui défendent les principes du syndicalisme indépendant et aspirent à mettre en valeur la démocratie, les droits de l'homme et la justice sociale dans leurs nations, à améliorer les conditions de vie et de travail de leurs membres et à faire progresser l'éducation par l'action syndicale ».
L'IE se donne pour mission d'aider « au développement d’organisations démocratiques pour les enseignants et les travailleurs de l’éducation ». Dans ce but elle mène des opérations de solidarité et de coopération entre organisations syndicales de l'éducation de différents pays.
L'IE édite en 3 langues (anglais, français et espagnol), le magazine bimensuel Mondes de l'Éducation.

## Historique

### Débuts du syndicalisme international enseignant (1905-1945)
Dès 1874, au Congrès de Saint-Imier, un comité est chargé de préparer les statuts d'une Fédération internationale des instituteurs, mais ce projet reste sans suite. En 1905, les instituteurs belges créent le Bureau international des associations d'instituteurs, qui regroupe 350 000 adhérents en 1914, dont un quart de Français. De leur côté les professeurs créent à Bruxelles, en 1912, le Bureau international des fédérations nationales du personnel de l'enseignement secondaire (BIFNPES).
C'est après la Première Guerre mondiale que le syndicalisme enseignant international prend son essor, avec la création de l'Internationale des travailleurs de l'enseignement fondée par Louis Bouët en 1922 ou adhèrent aussi bien des syndicats membres de l'Internationale syndicale rouge que de la Fédération syndicale internationale, l'Internationale des fonctionnaires et des instituteurs créée par la Fédération syndicale internationale, et la World Federation of Education Association (WFEA) fondée en 1923 à San Francisco par la National Education Association. 
En 1926, le Syndicat national des instituteurs et son homologue allemand (Deutscher Lehrerverein (de) - DLV) signent le 26 juin l'acte fondateur de la Fédération internationale des associations d'instituteurs (FIAI) à Amsterdam. L'année suivante, c'est l'association britannique (National Union of Teachers (en)) qui adhère à la FIAI et en 1939, malgré le retrait des organisations sous tutelle nazie ou fasciste, elle rassemble 35 associations, dont 7 non-européenne. c'est également en 1926 que se crée le Secrétariat professionnel international de l'enseignement (SPIE) affilié à la Fédération syndicale internationale.
En 1929, la Fédération internationale des professeurs de l'enseignement secondaire officiel (FIPESO) se crée à partir du BIFNPES d'avant-guerre, installé depuis 1927 dans les locaux de la Commission internationale de coopération intellectuelle à Paris.

### Affirmation et éclatement du syndicalisme international enseignant (1945-1980)
Au lendemain de la Seconde Guerre mondiale, les structures syndicales enseignante, à l'exemple de ce qui se fait dans le monde du travail, se rassemblent au sein d'une structure unique le Département professionnel international de l'enseignement (DPIE) qui naît en juillet 1945 lors de la conférence de Paris. La Fédération syndicale mondiale ne reconnaît cependant pas la nouvelle structure qui se rebaptise en 1948 la Fédération internationale syndicale de l'enseignement (FISE). En novembre de la même année, un comité de coordination entre la FIAI, la FIPESO et la FISE se met en place, préparant une intégration complète des internationales de l'enseignement.
En 1949, l'éclatement de la Fédération syndicale mondiale et la création de la Confédération internationale des syndicats libres compromettent cette marche vers l'unité. La FISE devient le département professionnel de la FSM, mais les syndicats neutres (comme la FEN en France) ou anti-communistes se désaffilient. La CISL relance alors le SPIE qui de 1950 à 1953 participe même aux travaux du comité d'entente des fédérations internationales (FIAI, FIPESO, FISE). 
En 1946, la National Education Association américaine crée la World Organisation of the Teaching Profession (WOTP) voulant rassembler les fédérations professionnelles internationales dans une organisation unique. Face à l'opposition de la FIAI et de la FIPESO,  la Confédération mondiale des organisations de la profession enseignante (CMOPE) se créent en 1952, qui laissent les fédérations d'instituteurs et du secondaire maîtresses de leur organisation interne. Au début des années 1960, le paysage enseignant international est divisé en 3 organisations professionnelles (FIAI, FIPESO, CMOPE) et deux organisations syndicales (FISE, affiliée à la Fédération syndicale mondiale et SPIE, affilié à la Confédération internationale des syndicats libres). Les affrontements seront violents entre elles, en particulier sur la question européenne.

### Marche vers l'Internationale de l'éducation (1980-1993)
La création en octobre 1981 du Comité syndical européen de l’éducation (CSEE) auquel appartiennent des fédérations affiliées au SPIE (CISL, à la CMOPE et à la Confédération syndicale mondiale des enseignants (CMT) permet un climat de discussion plus serein entre les trois fédérations internationales. En 1989, lors de son congrès de Toronto, le SPIE, en particulier sous l'influence de la FEN propose à la CMOPE la création d'un nouveau secrétariat professionnel international, affilié à la CISL. L'année suivante, la CMOPE accepte, et en janvier 1992, les deux organisations décident de la création l'année suivante de la nouvelle Internationale de l'éducation.

## Membres de l'IE
- Liste complète des affiliés de l'IE

### Pour la Belgique
- ACOD-Onderwijs

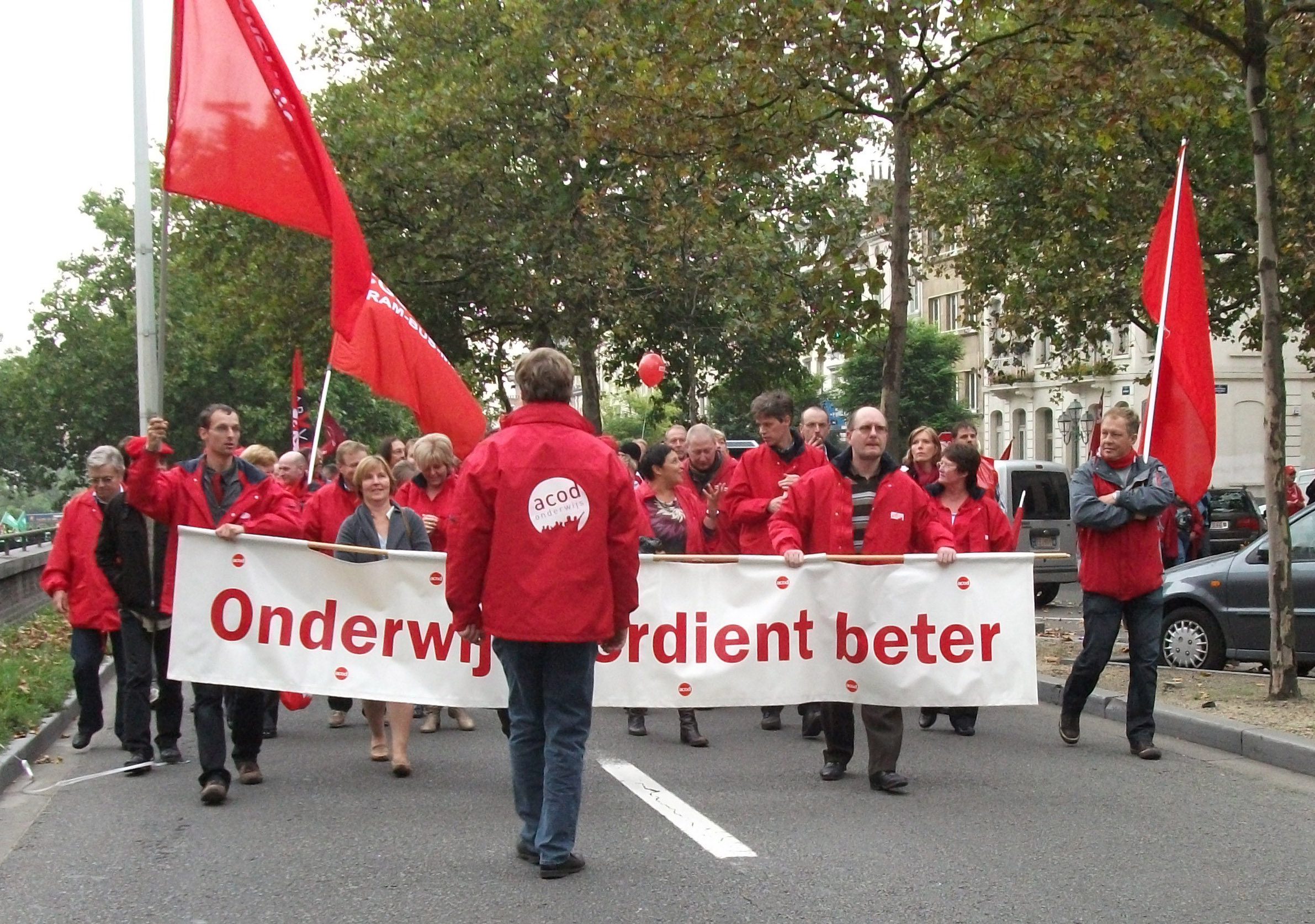
L'ACOD à Bruxelles, en septembre 2010.

- Centrale Générale des Services Publics Enseignement, FGTB-CGSP, CGSP-Enseignement
- ACV-Openbare Diensten – CSC-Services Publics, ACVOD-CSCSP
- Christelijke Onderwijscentrale, COC
- Christelijk Onderwijzersverbond, COV
- Confédération des syndicats chrétiens de l’Enseignement, CSC-Enseignement
- Syndicat Libre de la Fonction Publique – Vrij Syndicaat van het Openbaar Ambt, SLFP-VSOA

### Pour le Canada
- Association canadienne des professeures et professeurs d'université - Canadian Association of University Teachers, ACPU-CAUT
- Centrale des syndicats du Québec, CSQ
- Fédération canadienne des enseignantes et des enseignants - Canadian Teachers' Federation, FCE-CTF
- Fédération nationale des enseignantes et des enseignants du Québec, FNEEQ-CSN
- Fédération québécoise des professeures et professeurs d’université, FQPPU

### Pour les États-Unis
- American Association of University Professors (en), AAUP
- American Federation of Teachers (en), AFT
- National Education Association, NEA

### Pour les Fidji
- Syndicat des enseignants des Fidji, FTU
- Association des enseignants fidjiens, FTA
- Association des personnels de l'université du Pacifique Sud, AUSPS

### Pour la France
- Fédération Formation et Enseignement privés, FEP-CFDT
- Fédération nationale de l'enseignement, de la culture et de la formation professionnelle - Force Ouvrière, FNEC FP-FO
- Fédération des syndicats généraux de l'éducation nationale et de la recherche CFDT, SGEN-CFDT
- Fédération UNSA Éducation
- Fédération de l'éducation, de la recherche et de la culture CGT, FERC-CGT
- Syndicat national des chercheurs scientifiques, SNCS-FSU
- Syndicat national des enseignements de second degré, SNES-FSU
- Syndicat national de l'enseignement technique action autonome, SNETAA
- Syndicat national unitaire des instituteurs, professeurs des écoles et PEGC, SNUipp-FSU
- Syndicat national de l'enseignement supérieur, SNESUP-FSU

### Pour la Suisse
- Dachverband Schweizer Lehrerinnen und Lehrer, LCH
- Syndicat des Enseignants Romands, SER
- Syndicat des services publics SSP-VPOD